# Juggernaut
Cain Marko, mais conhecido pelo alter ego Fanático (em inglês: Juggernaut), é um personagem de quadrinhos da Marvel Comics, usado principalmente como vilão nas histórias dos X-Men. Irmão não biológico de Charles Xavier, pois este foi enteado de seu pai (Kurt Marko), o personagem não é um mutante, e possui poderes derivados da mística joia de Cyttorak. Suas habilidades incluem super força, invulnerabilidade, alta durabilidade e também a capacidade de não ser parado caso comece a se movimentar. Cain também usa um capacete especial para se proteger de ataques psíquicos e controle mental.

## Etimologia
Juggernaut, em inglês, é um termo de empréstimo do sânscrito Jagannātha (em devanagari, जगन्नाथ: "senhor do universo"), que se refere a um dos nomes de Krishna encontrado nos épicos da tradição hindu. Em  inglês americano, refere-se a uma força, no sentido literal ou metafórico, impiedosamente destrutiva e irresistível. No inglês britânico, designa um caminhão grande e pesado. Originalmente, o empréstimo juggernaut  data do século XVII ou do XVIII e tem o sentido de "uma enorme carroça que carrega a imagem de um deus hindu", sendo inspirado no Templo Jagannatha, em Puri, Odisha, onde acontece a Ratha Yatra, a procissão anual de carruagens que levam os murtis (imagens) de Jagannātha, Subhadra e Balabhadra (irmão mais velho de Krishna). A primeira descrição europeia do festival aparece  no século XIII, em  relato do frade franciscano e missionário Odorico de Pordenone, que descreve o evento como um sacrifício humano religioso em que os hindus se lançam sob as rodas dessas enormes carruagens e são esmagados até a morte. 
Conta-se que os britânicos, ao observaram a Ratha Yatra pela primeira vez, no século XVII, ficaram muito impressionados e enviaram ao seu país descrições chocantes, que deram origem ao empréstimo  "juggernaut" com o sentido de  "força destrutiva". Tal conotação pode ter-se originado da morte ocasional, porém acidental, de alguns devotos, sob as rodas das carruagens, em meio ao empurra-empurra da festa. A descrição de Odorico foi posteriormente retomada e elaborada num livro muito popular no século XIV - Viagens de Mandeville. Outros sugerem, de forma mais prosaica, que as mortes, se é que houve, foram acidentais e causadas pela pressão da multidão e pela comoção geral. Relatos contemporâneos da Kolkata colonial relatam suicídios intencionais nas procissões, os quais teriam sido tacitamente permitidos ou ignorados pelos clérigos.
Quando as histórias dos X-Men foram publicados pela Gráfica Editora Penteado (GEP), Fanático recebeu o nome de Jaganata.

## Biografia
Cain teve uma infância complicada. Foi internado em uma escola para intelectuais superdotados, na qual não acompanhava a classe, era espancado por garotos maiores e era ridicularizado pelos professores, além de ser surrado e desprezado pelo pai. Fixou-se em sua mente a ideia de que o mundo é dos mais fortes. A vergonha era seu segredo.
O pai de Cain, Kurt Marko, foi o responsável por matar um companheiro de pesquisa cientifica, Brian Xavier, pai de Charles Xavier. Meses depois, casou-se com a viúva Sharon Xavier, que não suspeitava que Kurt era o responsável pela morte. Interessado apenas na fortuna de Sharon, Kurt levou Cain, seu filho do primeiro casamento, para morar com Sharon e o pequeno Charles. A convivência entre os dois meninos era insuportável, pelas constantes humilhações que Charles recebia de Cain. Além disso, Charles desconfiava que Kurt teria provocado o acidente nuclear que matou seu pai.
Sharon recebia maus tratos de Kurt mas, mesmo assim o amava. Assim que ela morreu anos depois, o dinheiro da família Xavier passou a pertencer aos Marko. Certa vez, Cain discutiu com o pai e Charles ouviu tudo, descobrindo todos os planos dos dois. Então, os três começaram a discutir. Cain misturou acidentalmente o conteúdo de alguns tubos de ensaio e provocou uma explosão. O doutor Marko recebeu a maior parte da descarga, mas conseguiu levar os dois garotos para fora do laboratório. Antes de morrer, ele pediu perdão a Charles. Cain culpou Charles pela morte do pai. Charles vasculhou a mente de Cain, como uma defesa por maus tratos, e descobriu tudo. Cain odiava Charles por isso, por seu intelecto e por suas habilidades. Com a morte do pai o ódio só aumentou.

## Poderes de Cyttorak
Mais tarde, ambos ingressaram no exército da Bolívia. Ao desertar de sua tropa na guerra da Coreia, Cain descobriu, em uma caverna no Camboja, o cristal do demônio Cyttorak. Charles foi atrás de Cain, mas não conseguiu impedi-lo. O cristal deu a ele os poderes das faixas escarlates de Cyttorak. Na verdade, o cristal queria atrair Charles Xavier e sua poderosa mente, e não Cain. A caverna desmoronou em Cain e Xavier não o resgatou, achando que ele estava morto.
Em seu primeiro ataque aos X-Men, Fanático mostrou todo seu poder. Só foi derrotado quando seu irmão o atacou mentalmente, deixando-o em coma. O vilão passou a ser uma irrefreável ameaça, enfrentando diversas vezes não só os X-Men como o Homem-Aranha, Hulk e Thor.
Quando estava em uma prisão especial, conheceu Black Tom Cassidy. Eles se tornaram grandes amigos e parceiros no crime.
Depois de conseguir escapar de um bloco gigante de concreto que o imobilizava, quando enfrentava o Homem Aranha, Cain foi para Monahan’s, seu bar favorito, acompanhado de uma mulher. No bar, acabou arranjando confusão com o mutante Colossus, que acidentalmente derramou cerveja nele, acabando com seu encontro. Cain não sabia que esta mulher, Selene, estava disposta a sugar sua poderosa energia vital. A briga o salvou.
Fanático enfrentou os integrantes novatos dos X-Men nas ruas de Edimburgo, Escócia, sendo a prova de fogo dos iniciantes. São eles Vampira, Destrutor, Psylocke, Longshot e Cristal. Fanático era fã de Cristal, que desmaiou durante a batalha. Cain achou que tirou a vida de cantora que tanto gostava e, entristecido, a enterra. Cristal só sobreviveu a ser enterrada viva graças aos seus poderes.
Cain apareceu preso numa câmara de êstase na prisão de segurança máxima Crossmorr, na Inglaterra, e foi solto por Vixen. Cain destruiu toda a prisão, fazendo muitos prisioneiros fugirem. O Excalibur prendeu novamente os fugitivos e Fanático derrota na força o Capitão Britânia, mas depois foi facilmente tirado de batalha por um ataque telepático de Rachel Summers.

## Fanático enfraquecendo
Fanático foi surrado por Massacre, que o arremessou do Canadá até Nova Jersey, Estados Unidos. Ao se reerguer, se mostrou enfraquecido e com medo. O vilão enfrentou os X-Men, mas por estar muito fraco, acabou entrando em coma. Os mutantes o acolheram e lhe deram cuidados médicos. Assim que se recuperou do coma, Cain fugiu da mansão, com medo de reencontrar Massacre, e se deparou com Wolverine e Míssil, que tentaram segurá-lo.

## Ultraverso / Exilados
Fanático acabou sendo levado para um outro Universo, o Ultraverso. Lá formou uma equipe chamada Exilados, com alguns ultra-humanos e dois vilões mutantes que também foram parar nesse universo: Ceifador Mutante e Siena Blaze. Lá, se apaixonou por uma colega de equipe Amber Hunt, a Termal. Sangrou pela primeira vez desde que conseguiu os poderes ao ser atacado por um vilão. Ele, assim como todos que vieram do universo 616 para o Ultraverso, estavam com os poderes mais enfraquecidos. Ouvindo rumores de que havia uma segunda joia mística, Cain voltou para a Coréia até o templo de Cyttorak apenas para cair em uma armadilha do culto de Chejo-Do, que sugou seu poder. Black Tom pediu ajuda para os X-Men, que conseguiram recuperar a segunda joia, fazendo com que os poderes do Fanático voltassem — dessa vez muito mais fortes. E o inconcebível ocorreu: seus socos passaram a romper barreiras entre as dimensões, rasgando o tecido do espaço-tempo.

## X-Men
Xavier lhe concede uma chance de mostrar que é um novo homem e o Instituto passou a ser seu lar. Rapidamente, o pequeno mutante Sammy se torna seu melhor amigo, se entendendo graças ao passado de abuso paterno que ambos sofreram na infância. Os pais de Sammy o obrigam a retornar para casa em Vancouver, Canadá. Fanático resolve trazer seu amigo de volta para o Instituto Xavier. Contudo, ao fazer isso, ele infringe uma medida cautelar que o proíbe de se aproximar de Sammy, provocando a intervenção da Tropa Alfa, deixando Sammy e sua família em risco, com seus pais ficando gravemente feridos. Cain vê a destruição que está causando e se rende, sendo preso.
Sua advogada passou a ser Jennifer Walters, a Mulher-Hulk e acaba tendo um caso com ela ao mostrar que não é o monstro insensível que todos imaginam. Mostra que tem opinião sobre o mundo e que preza o bem estar infantil assim como defende os direitos femininos. Cain passa a mostrar uma nova faceta de sua personalidade.
Fanático pede para ser professor de educação física dos alunos do Instituto, porém apesar de realmente se esforçar, seu temperamento explosivo faz com que Ciclope duvide de sua capacidade de lecionar e não o aprova. Mas em compensação, chegou a se destacar bastante ao lado dos X-Men liderado por Destrutor, em um período onde vários problemas pessoais dos X-Men estavam afetado a atuação da equipe.
Fanático fingiu se integrar a uma nova formação da Irmandade de Mutantes liderada por Exodus onde um de seus integrantes é seu antigo aliado Black Tom. Nocturna também estava infiltrada na equipe e, ao ser descoberta, Fanático simulou ter matado Nocturna para enganar a Irmandade.
Seu amigo Sammy, que sempre viu Fanático como um grande herói, não sabia que era uma farsa e fica decepcionado com sua suposta traição. Mas o plano de Cain não dá certo: Sammy acaba sendo capturado pela irmandade e assassinado por Black Tom. Suas últimas palavras nos braços de Fanático foram que o odiava. Agora, Fanático precisa conviver com as lembranças da triste morte de seu amigo e com suas últimas palavras, e com isto manter-se na linha.
Fanático e Noturna ajudaram os X-men a derrotarem a equipe de Exodus mas tanto a Irmandade quanto a dupla acabaram sendo sugadas pelo portal na cabeça de Xorn (II). O portal enviou Nocturna e Fanático para o mundo de Mojo. No meio de um treinamento dos X-Men, Espiral e Fanático saltam de uma fenda interdimensional. Nocturna havia possuído Espiral, usando os dotes dela para fugir com o Fanático do Mundo de Mojo.

## Novo Excalibur
Foi junto com Nocturna para o Novo Excalibur criado por Peter Wisdom. Onde tenta com todas as forças trilhar o lado do bem. Lá passa a ter um maior contato com a Cristal, que ele era fã desde seu tempo de vilão e sua admiração pela artista se confunde com atração física.
Temendo fazer mal ao grupo, ele se afasta. Ele vai buscar ajuda com o velho parceiro do crime, mas a conversa com Black Tom na prisão não foi uma das mais estimuladoras. Tom lamenta a morte do garoto Sam, admite que estava fora de controle, mas sabe que nunca merecerá o perdão. Sua grande amiga Nocturna sofre um AVC e perde parte dos movimentos além da memória.
É avisado telepaticamente pelas gêmeas Stepfords que seu irmão Xavier está sendo atacado por Hulk, um de seus mais perigosos arqui-inimigos. Através do cristal, Cain pede à Cyttorak – que está cada vez mais reduzindo o seu poder por não cumprir suas vontades – para transportá-lo até Hulk. O desejo de Cain é atendido mas ele é espancado pelo gigante verde. Cain descobre que não é Cyttorak quem limita seu poder e sim ele mesmo, ao negar a sua essência e agindo como um herói. Salvar seu irmão adotivo que sempre o desprezou não é um motivo digno para Cyttorak, Já medir forças com Hulk, sim. O Demônio diz que ele precisa fazer uma escolha e que não terá regresso. Cain escolhe o lado de Cyttorak e seus poderes retornam a força total.
A luta fica mais competitiva mas, mesmo assim, o Hulk -mais forte do que nunca- derrota Cain ao usar o poder irrefreável de Fanático contra ele. Fanático enfrenta mais uma missão com o Novo Excalibur contra Albion e seus Capitães Britânias Sombrios e depois se despede da equipe para cumprir a dívida com Cytorakk.

## Fanático Maligno
Para manter seus poderes sempre fortes, Fanático retornou a trilhar seu caminho maligno.

## Homem-Aranha
O herói aracnídeo sempre foi um personagem com uma vasta galeria de vilões, mas é um dos poucos personagens do mundo dos quadrinhos que tem em sua galeria, vilões de outros personagens que também o odeia. O Fanático é um grande exemplo disso.
Há muitos anos, Black Tom Cassidy enviou Cain para sequestrar a Madame Teia. Durante a tentativa, Fanático destruiu tudo que cruzou o seu caminho. Como na ocasião, X-Men, os Vingadores e até mesmo o Quarteto Fantástico estavam fora de Nova Iorque, o Homem-Aranha era o único herói disponível no momento para tentar deter a destruição do Fanático.
Durante todo o tempo, as investidas do aracnídeo quase não surtiam efeito em Cain que o considerava apenas mais um inseto. Mas devido a persistência do Aranha, Fanático começa a se sentir incomodado e decide destruir o herói. Por fim, depois de atirar contra o Fanático um enorme caminhão-tanque que explodiu, mas não causou efeito nenhum em Cain, o Aranha consegue deter o Fanático, que fica preso em toneladas de cimento de secagem rápida.
Cain leva dias para conseguir se livrar daquela prisão de cimento, mas após isso, tomado pelo orgulho de ter sido "derrotado" por alguém tão fraco quanto o Homem-Aranha, o toma como seu odiado adversário, visto que como considera outros heróis como meros insetos, tão como os X-Men, para Marko, o Aranha é uma pedra no seu sapato, e o ódio por ele é talvez maior do que pelos heróis mutantes.
Esta história foi publicada originalmente nas revistas The Amazing Spider-man # 229 & 230 com o nome "Nothing Can Stop The Juggernaut" (traduzido como "Nada Pode Deter o Fanático", termo que o deixou conhecido), e se tornou um clássico, sendo considerada ainda hoje, uma das 10 melhores histórias do Homem-Aranha e um dos maiores confrontos da Marvel. A história foi publicada no Brasil pela Editora Abril, na revista O Homem-Aranha nº 37, em julho de 1986.

## Poderes e habilidades
Quando Cain Marko encontrou a gema da entidade mística Cyttorak, ele foi habilitado com poderes mágicos e transformado em um avatar imortal para a entidade. Como Fanático, Marko possui super força, sendo capaz de tremer montanhas, levantá-las e utilizar as construções como armas, além de possuir extrema durabilidade. Sua durabilidade é amplificada por um campo de força místico que lhe concede invulnerabilidade adicional a qualquer ataque físico (no seu nível máximo). Mesmo quando o campo de força foi temporariamente absorvido pelo martelo de Thor, a durabilidade natural do Fanático ainda provou ser grande o suficiente para resistir aos golpes de Thor.
Fanático é descrito como fisicamente imparável; uma vez em movimento, não se cansa de atividade física e é capaz de sobreviver sem comida, água ou oxigênio. É possível para um adversário com força física ou mística suficiente para transformar o movimento imparável do Fanático contra ele próprio, redirecionando o seu movimento; então ele fica encalhado em uma posição na qual ele não tem nenhuma fuga. Hulk e seu filho, Skaar, conseguiram este feito fisicamente, e Thor conseguiu esta façanha misticamente com o martelo Mjolnir. O único personagem que conseguiu parar o Fanático enquanto ele estava em movimento como um ato de pura força física foi o Hulk na guerra, enquanto era um cavaleiro de Apocalipse.
O personagem é vulnerável a ataques mentais, uma fraqueza que tem sido explorada através da remoção de seu capacete. O Fanático tem contornado essa fraqueza na ocasião, vestindo um solidéu de metal dentro de seu capacete principal. Se o Fanático perde seu capacete, ele pode recriá-lo tocando em certos materiais (desde que ele possuir todo o poder da gema).

## Em outras mídias

### Desenhos animados
- Fanático aparece nas animações Spider-Man and His Amazing Friends, Pryde of the X-Men, X-Men: Animated Series, X-Men: Evolution, Wolverine and the X-Men (série), The Super Hero Squad Show, e Ultimate Spider-Man.

### Filmes
- No filme X-Men: O Confronto Final, Fanático é interpretado por Vinnie Jones. Ao contrário de sua versão nos quadrinhos, nesta versão ele não apresenta ser muito inteligente, não tem parentesco com Charles Xavier e seus poderes derivam de mutação.
- O personagem também aparece em Deadpool 2, se mostrando uma versão mais fiel aos quadrinhos. Gerado por computação gráfica e creditado como interpretado por si mesmo, Fanático teve sua voz e expressões faciais vindas de Ryan Reynolds, que também interpreta o protagonista Deadpool. O diretor David Leitch providenciou a captura de movimentos na filmagem.[7]
- Em Deadpool & Wolverine, um Fanático de aparência similar ao de Vinnie Jones, interpretado por  Aaron W. Reed, é um dos capangas de Cassandra Nova, e tem seu capacete roubado pelos protagonistas para bloquear os poderes mentais de Cassandra.

### Videogames
- Fanático aparece na maioria dos games baseados nos X-Men, geralmente como chefe. É personagem jogável em Marvel Super Heroes, X-Men vs. Street Fighter, Marvel vs. Capcom 2: New Age of Heroes, X-Men: Next Dimension, X-Men Legends II: Rise of Apocalypse, Marvel: Ultimate Alliance 2, Marvel: Avengers Alliance, Marvel Heroes, Lego Marvel Super Heroes, Marvel: Contest of Champions, Marvel Puzzle Quest e Marvel Strike Force.